# مونتي كولمان
مونتي كولمان (بالإنجليزية: Monte Coleman)‏ هو لاعب كرة قدم أمريكية أمريكي، ولد في 4 نوفمبر 1957 في باين بلاف في الولايات المتحدة.

## وصلات خارجية
- مونتي كولمان على موقع مرجع كرة القدم المحترفة.كوم (الإنجليزية)